# Valtchedram
Valtchedram (en bulgare Вълчедръм) est une ville bulgare de l'oblast de Montana.

## Géographie
Valtchedram est située dans le nord-ouest de la Bulgarie, à 153 km au nord de la capitale Sofia.
| 1887 | 1910 | 1934  | 1946  | 1956  | 1965  | 1975  | 1985  | 1992  |
| ---- | ---- | ----- | ----- | ----- | ----- | ----- | ----- | ----- |
| -    | -    | 7 435 | 8 136 | 8 351 | 7 862 | 7 305 | 6 481 | 5 732 |

| 2001  | 2005  | 2008  | 2011  | - | - | - | - | - |
| ----- | ----- | ----- | ----- | - | - | - | - | - |
| 4 800 | 4 185 | 3 902 | 3 662 | - | - | - | - | - |

,,,

## Galerie

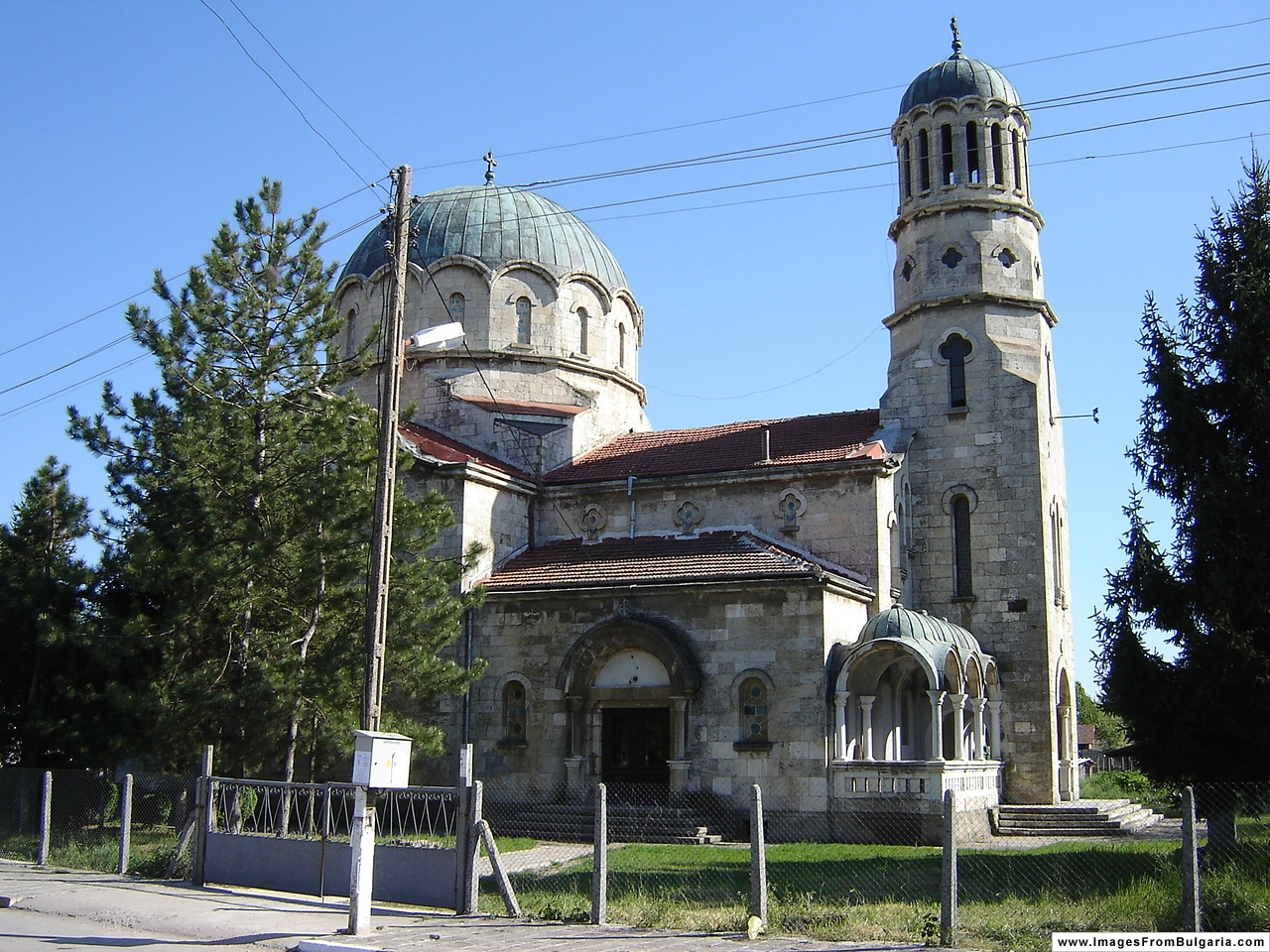
L'église Sainte-Paraskéva
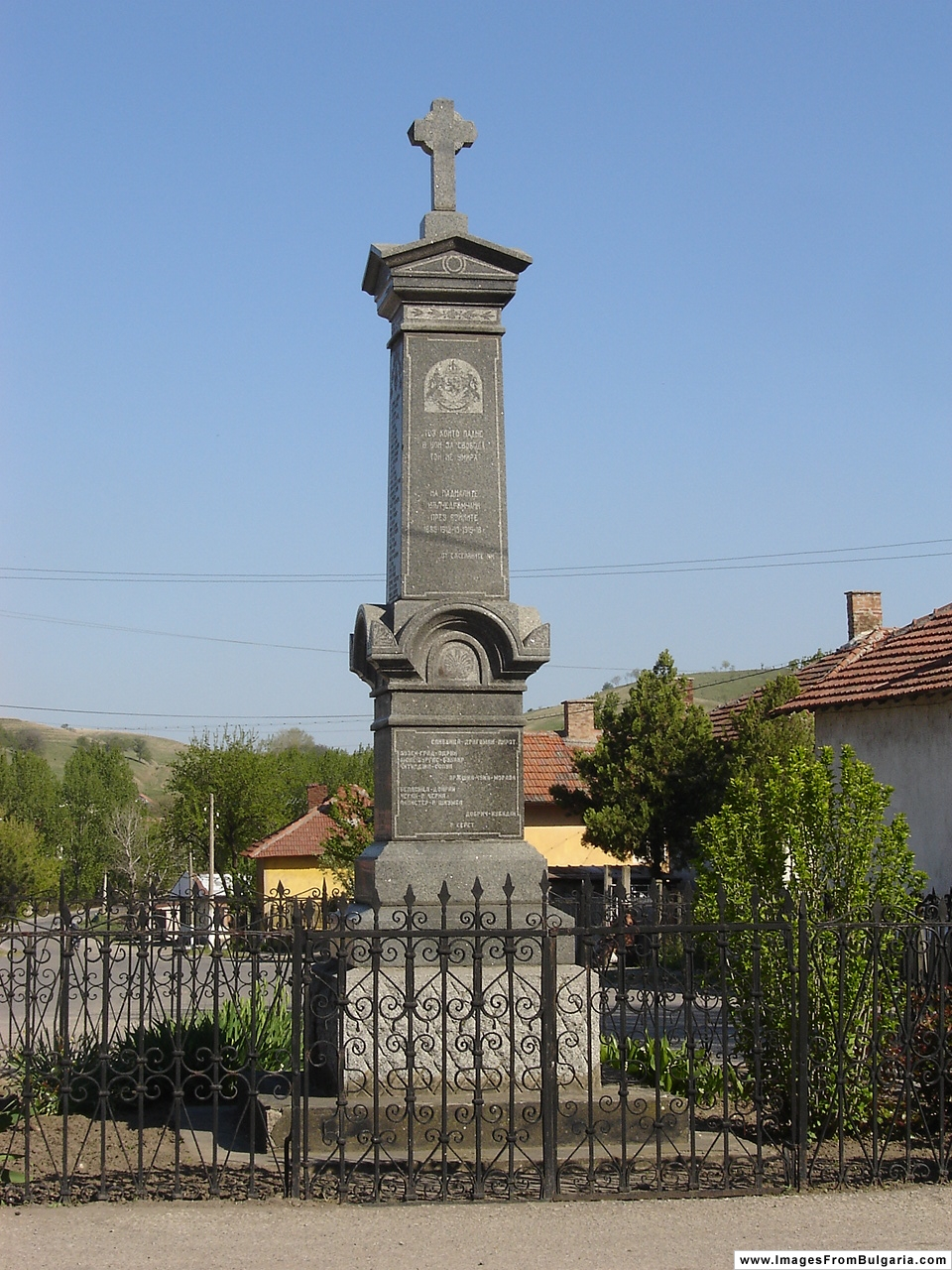
Monument aux victimes des guerres